# Vàkhtang Blàguidze
Vàkhtang Blàguidze   (Chochkhati, 23 de juliol de 1954) és un lluitador georgià, ja retirat, especialista en lluita grecoromana, que va competir sota bandera soviètica durant les dècades de 1970 i 1980.
El 1980 va prendre part en els Jocs Olímpics d'Estiu de Moscou, on guanyà la medalla d'or en la prova del pes mosca del programa de lluita grecoromana.
En el seu palmarès també destaquen dues medalles d'or al Campionat del món de lluita, el 1978 i 1981, dues medalles d'or al Campionat d'Europa de lluita, el 1978 i 1980; i una medalla d'or a les Universíades de 1977. El 1981 es proclamà campió soviètic del pes mosca.
Es va retirar el 1982.